# (42561) 1996 XK6
1996 أكس كي 6 (ويعرف أيضًا باسم (42561) 1996 أكس كي 6 وفق تسمية الكوكب الصغير) (بالإنجليزية: 1996 XK6)‏ هو كويكب ضمن حزام الكويكبات؛ وترتيبه 42561 من حيث الاكتشاف.
اكتُشف هذا الجُرم الفلكي بواسطة تاكيشي أوراتا ‏ في 3 ديسمبر 1996.

## وصلات خارجية
- (42561) 1996 XK6 في قاعدة بيانات مختبر الدفع النفاث لأجرام النظام الشمسي الصغيرة

- الاكتشاف · مخطط المدار ·  العناصر المدارية · المعلمات المادية

- (42561) 1996 XK6 على موقع ويكي سكاي: DSS2, SDSS, GALEX, IRAS, Hydrogen α, X-Ray, Astrophoto, Sky Map, Articles and images